# جايدشت (مقاطعة فيروزآباد)
جايدشت (بالفارسية: جایدشت) هي مستوطنة تقع في فارس في إيران. يقدر عدد سكانها بـ 6,389 نسمة .